# Mario Abrante
Pedro Mario Álvarez Abrante, meglio noto come Mario Abrante (Los Realejos, 2 febbraio 1982), è un ex calciatore spagnolo, di ruolo difensore.